# Československá basketbalová liga žen 1962/1963
Československá basketbalová liga žen 1962/1963 byla nejvyšší ligovou basketbalovou soutěží žen v Československu. Počet družstev byl 12. Titul mistra Československa získal tým Spartak Praha Sokolovo, na druhém místě se umístil klub Slovan Orbis Praha a na třetím Lokomotíva Bratislava. Spartak Praha Sokolovo a Slovan Orbis přitom měly stejný počet bodů.
- Spartak Praha Sokolovo (trenér Miloslav Kříž) v sezóně 1962/63 získal 7. titul mistra Československa (z 23 celkem). Jeho hráčky patřily mezi opory reprezentačního družstva Československa.
- Před sezónou 1962/63 družstvo Slavia VŠ Brno přešlo do KPS Brno a družstvo "B" sa tak stalo "A" družstvem Slavie VŠ Brno.

Konečné pořadí ligy 

1. Spartak Praha Sokolovo (mistr Československa 1963) – 2. Slovan Orbis Praha – 3. Lokomotíva Bratislava – 4. KPS Brno – 5. Slavia VŠ Praha – 6. Slovan CHZJD Bratislava – 7. Jiskra Kyjov – 8. Lokomotíva Ústí nad Labem – 9. Slávia Prešov – další 3 družstva sestup z 1. ligy: 10. Slavia VŠ Brno – 11. ČKD Praha – 12. Lokomotíva Košice

## Systém soutěže
- Všechna družstva hrála dvoukolově každý s každým (doma – venku), každé družstvo 22 zápasů.

| Poř. | Tým                       | Z  | V  | P  | Skóre     | Body |
| ---- | ------------------------- | -- | -- | -- | --------- | ---- |
| 1.   | Spartak Praha Sokolovo    | 22 | 19 | 3  | 1408:1070 | 41   |
| 2.   | Slovan Orbis Praha        | 22 | 19 | 3  | 1519:1150 | 41   |
| 3.   | Lokomotíva Bratislava     | 22 | 17 | 5  | 1395:1139 | 39   |
| 4.   | KPS Brno                  | 22 | 16 | 6  | 1491:1171 | 38   |
| 5.   | Slavia VŠ Praha           | 22 | 13 | 9  | 1311:1158 | 35   |
| 6.   | Slovan CHZJD Bratislava   | 22 | 13 | 9  | 1381:1231 | 35   |
| 7.   | Jiskra Kyjov              | 22 | 10 | 12 | 1101:1103 | 32   |
| 8.   | Lokomotiva Ústí nad Labem | 22 | 6  | 16 | 1117:1375 | 28   |
| 9.   | Slávia VŠ Prešov          | 22 | 6  | 16 | 941:1272  | 28   |
| 10.  | Slavia VŠ Brno            | 22 | 6  | 16 | 1043:1398 | 28   |
| 11.  | ČKD Praha                 | 22 | 5  | 17 | 1186:1448 | 27   |
| 12.  | Lokomotíva Košice         | 22 | 2  | 20 | 920:1328  | 24   |

## Sestavy (hráčky, trenéři) 1961/1962, 1962/1963
- Slovan Orbis Praha: Dagmar Hubálková, Stanislava Theissigová-Hubálková, Vlasta Brožová-Šourková, Věra Štechrová-Koťátková, Jaroslava Majerová-Ŕepková, Libuše Kociánová-Bolečková, Benešová-Havlíčková, Jarolímová. Trenér Svatopluk Mrázek
- Spartak Praha Sokolovo: Sylva Richterová, Marta Kreuzová-Melicharová, Milena Vecková-Blahoutová, Ludmila Ordnungová-Lundáková, Eva Křížová (Škutinová-Dobiášová), Jaroslava Sazimová, Eva Myslíková-Stehnová, Jana Bednářová-Edlová, Pavla Gregorová-Holková, Eva Hegerová-Šuckrdlová, Hana Polívková, Eva Polívková. Trenér Miloslav Kříž
- Lokomotiva Bratislava: Helena Zvolenská, Valéria Tyrolová, Antonína Nováková-Záchvějová, Marta Tomašovičová, Helena Strážovská-Verešová, Kluvánková-Vranková, Fischerová, Puobišová, Biřicová, Horáková. Trenér Ján Hluchý
- Slavia VŠ Brno (1961/62): Věra Horáková-Grubrová, Miroslava Štaudová-Tomášková, Julie Žižlavská-Koukalová, O. Mikulášková, Hanáková, Ležáková, Lastovecká, Stárková, Lautereróvá,Procházková, Mihulová, Zapletalová. Trenér Jiří Štaud
- KPS Brno (1962/63): Věra Horáková-Grubrová, Miroslava Štaudová-Tomášková, Julie Žižlavská-Koukalová, Olga Bobrovská-Hrubá, O. Mikulášková, Lastovecká, Ležáková, Hanáková, Riederová, Procházková, Mihulová, Robotková. Trenér Jiří Štaud
- Slovan CHZJD Bratislava: Zora Staršia-Haluzická, Olga Blechová-Bártová, Hana Veselá-Boďová, Zlatica Mílová, Věra Zedníčková-Ryšavá, Mičudová-Baránková, Labudová, Pavlíková. Trenér Kurt Uberal
- Slavia Praha ITVS: Helena Adamírová-Mázlová, Jarmila Šulcová-Trojková, Radka Matoulková-Brožková, Alena Dolejšová-Plechatová, Marešová-Novotná, Černá, Nováková, Kopecká, Saiverová, Špinková. Trenér Lubomír Dobrý
- Jiskra Kyjov: Helena Malotová-Jošková, Ludmila Kuřilová-Navrátilová, Pázlerová, Bímová, Uryčová, Marie Řiháková, Kočí, Balašová, Fusková, Jungová, Holková, Strnadová, Lungová. Trenér Ivan Kuřil
- Lokomotiva Ústí n/L: Marie Zahoříková-Soukupová, Jana Šubrtová, Hana Slavíková, Alena Holanová, Svobodová, Vránová, Schneiderová, Křížová, M. Slavíková, Heydrichová. Trenér Květoslav Soukup
- Slavia VŠ Brno "B": Vlasta Pacíková, Dufková, Vrtělová, Krámová, Lastovecká, Babáková, Paseková, Riederová, Dašovská, Čepeiáková. Trenér
- Slávia VŠ Prešov: Čajková, Doležalová, Winterová, Tomanóczyová, Kvoleková-Manicová, Volčková, T.Sabanošová-Fabiánová, Karasová, E. Fabiánová, V. Fabiánová, Baránková, Iványiová. Trenér Juraj Filčák
- Spartak Přerov: Drábková, Hřičišťová, Orávková, Jakubcová, Matějíčková, Cingrošová, Dočkalová. Trenér J. Coufal
- Dynamo Hradec Králové: Bečvářová, Jarošová, Hýblová, Horáková, Tanečková, Morávková, Berkmanová. Trenér

## Zajímavosti
- Mistrovství Evropy v basketbale žen 1962 se konalo ve Francii (Mylhúzy) v září 1962 za účasti 10 družstev. Mistrem Evropy byl Sovětský svaz', Československo na 2. místě , Bulharsko na 3. místě, Rumunsko na 4. místě. Československo na ME 1962 hrálo v sestavě: Helena Malotová-Jošková 54 bodů /6 zápasů, Vlasta Brožová-Šourková 47 /6, Antonína Záchvějová-Nováková 44 /6, Zora Haluzická-Starší 43 /6, Dagmar Hubálková 41 /5, Elena Zvolenská 38 /6, Věra Horáková-Grubrová 36 /6, Milena Vecková-Blahoutová 31 /5, Sylva Richterová 14 /6, Radka Brožková 8 /2, Olga Přidalová (Kyzlinková-Mikulášková) 4 /2, Věra Štechrová-Koťátková 2 /2, celkem 362 bodů v 6 zápasech (4 vítězství, 2 porážky). Trenér Svatopluk Mrázek, asistent Miloslav Kříž
- V Poháru evropských mistrů v basketbalu žen Slovan Orbis Praha v sezóně 1962/63 v semifinále vyřadil MTK Budapešť a ve finále podlehl Slavia Sofia. Druhé místo patří mezi významné úspěchy klubu.